# ريناتو ماتشادو
ريناتو ماتشادو (بالبرتغالية: Renato Machado‏) هو صحفي برازيلي، ولد في 21 مارس 1943 في ريو دي جانيرو في البرازيل.

## وصلات خارجية
- ريناتو ماتشادو على موقع IMDb (الإنجليزية)
- ريناتو ماتشادو على موقع قاعدة بيانات الفيلم (الإنجليزية)